# Titel-Kulturmagazin

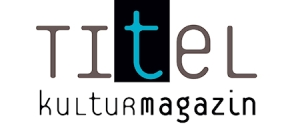
Logo

Das Titel-Kulturmagazin (Eigenschreibweise TITEL kulturmagazin, kurz TITEL) ist ein deutsches Onlinemagazin für Literatur und Kultur.

## Geschichte
Das Kulturmagazin Titel wurde im März 2000 gegründet und wird seit dem Jahr 2013 von Jörg Fuchs herausgegeben. Neben Film-, Literatur- und Musik-Rezensionen finden sich dort auch satirische, literarische und analytische Kolumnen.
Das Magazin wird täglich aktualisiert: Montags mit Beiträgen zu Belletristik, Kinder- und Jugendbüchern, dienstags mit Betrachtungen zu digitalen Medien. Mittwochs erscheinen Beiträge zu Comics, donnerstags Texte zu Filmen und Musik. Sach- und Kulturbücher, Gesellschaftsthemen sowie Kunst finden freitags ihren Platz. Samstags erscheint als Gastkolumne Bittles' Magazine aus London – mit Beiträgen zu elektronischer Musik. Zum festen Mitarbeiterstamm gehören auch Kabarettisten wie Mathias Tretter. 2010 wurde das Magazin in neuem Layout vorgestellt und für den Grimme Online Award in der Kategorie Information nominiert. 2013 wurde das Magazin neu aufgelegt und wird seitdem unter dem Namen TITEL kulturmagazin herausgegeben.

## Profil
Titel sieht sich in Abgrenzung zu einer „akademisierten, bürgerlichen“ Literaturkritik in den überregionalen Feuilletons einerseits und „oberflächlichen Bücherempfehlungen“ andererseits.